# Victor Noir

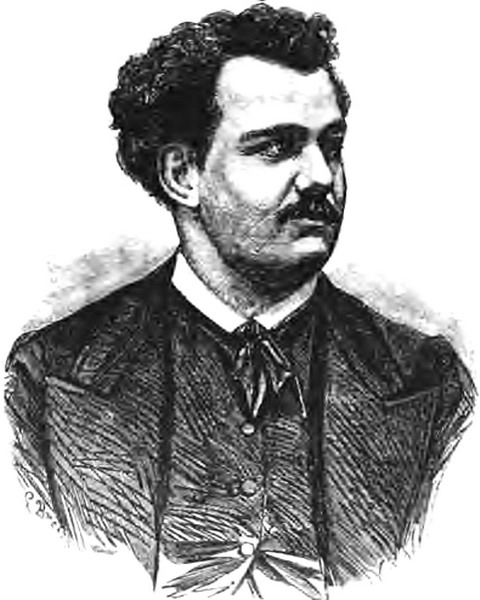
Victor Noir

Victor Noir, (27 tháng 7 năm 1848 trong Attigny, Vosges - 11 tháng 1 năm 1870 tại Paris), là một nhà báo người Pháp là người nổi tiếng với cách thức của cái chết của mình và hậu quả chính trị của nó. Ngôi mộ của ông tại Nghĩa trang Père Lachaise ở Paris sau đó đã trở thành một biểu tượng sinh sản.
Là con trai của một thợ đóng giày người Do Thái, người đã cải sang đạo Công giáo, sinh Salmon Yvan tại Attigny, Vosges, ông đã thông qua "Victor Noir" như bút danh của mình sau khi tên thời con gái của mẹ. Ông đi đến Paris và trở thành một nhà báo người học việc cho tờ báo La Marseillaise, sở hữu và điều hành bởi Henri Rochefort và biên tập bởi Paschal Grousset.

## Hình ảnh

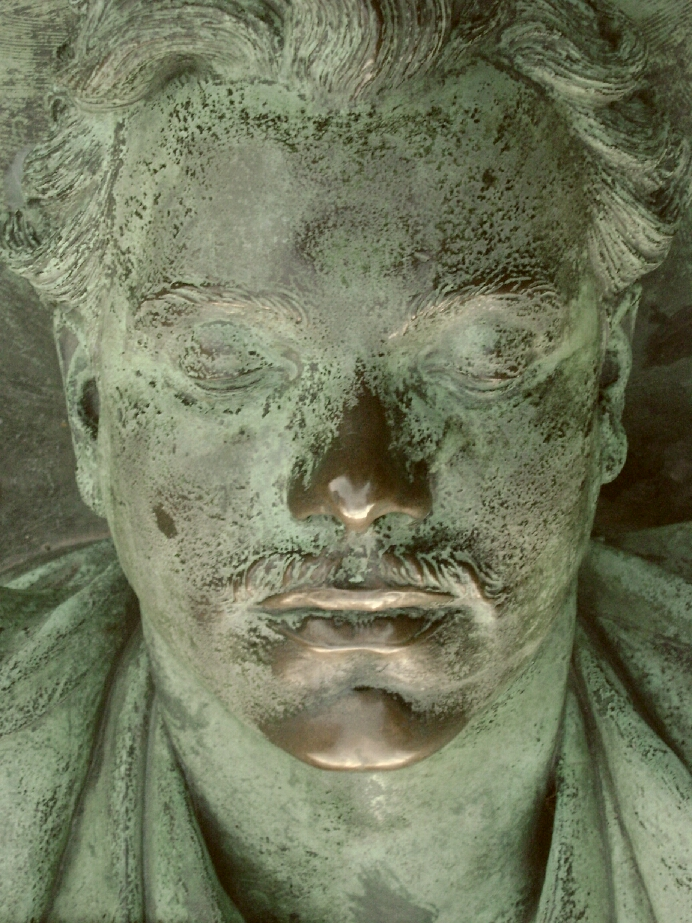
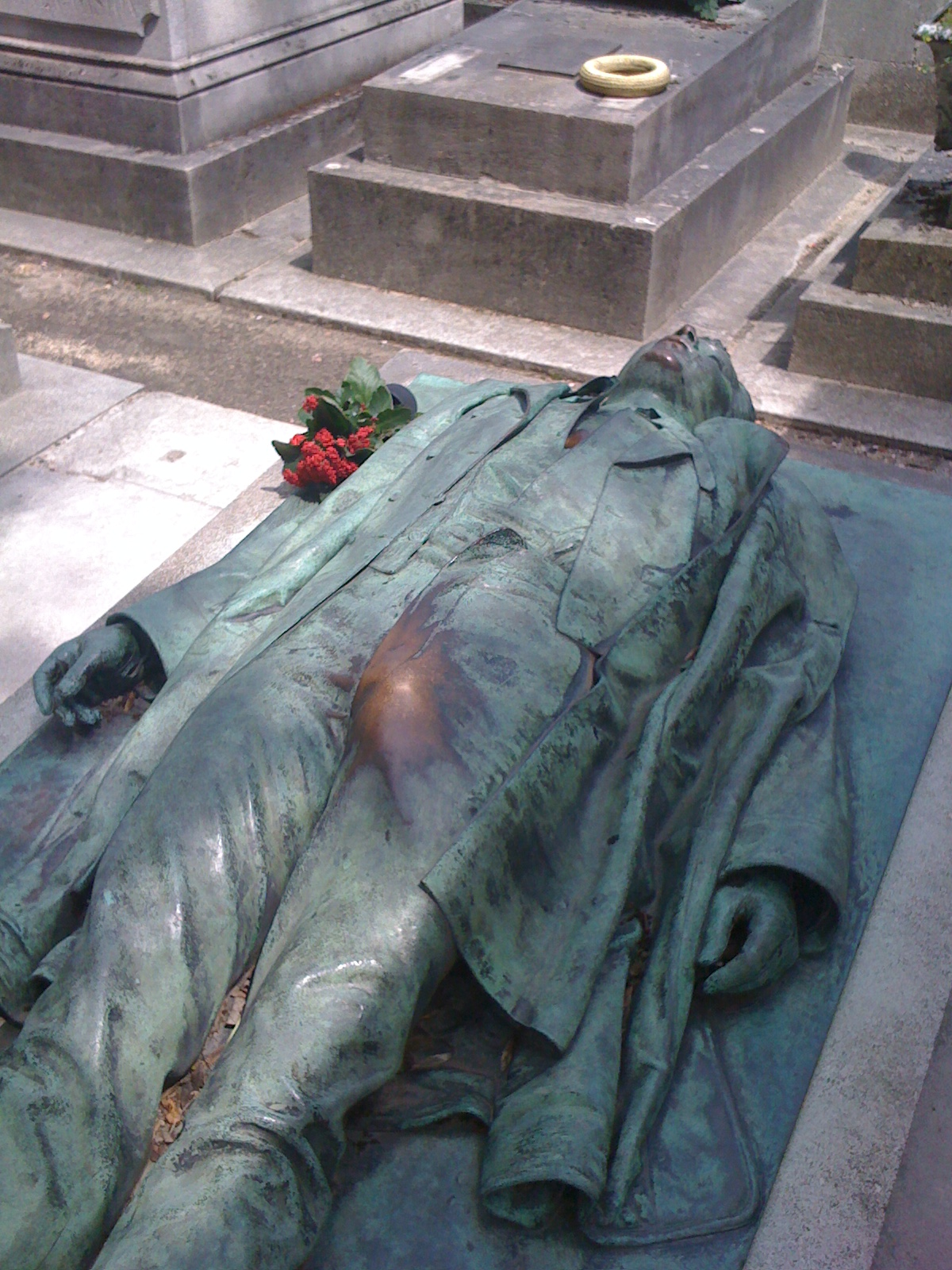